# Adrián Ward
Manuel Mariano Adrián Ward Chocano fue un hacendado, periodista y político peruano. Fue senador por Tacna durante 23 años entre 1886 y 1912.
Nació en Arequipa en 1834. Sus padres fueron Juan Lucas Ward y María Josefa Joaquina Chocano Vilchez. Se casó en 1854 en Arequipa con María Julia Rosa Johnson Ureta con quien tuvo cinco hijos. En 1871 estableció la Hacienda Ward en el Valle de Cinto en el departamento de Tacna (actual provincia de Jorge Basadre. Ward trajo como mayordomo al chinchano José Lévano Trillo y se dedicó a la producción de vino para exportarlo a Europa. Luego de la guerra con Chile se generó un ambiente hostil de parte de los chilenos que ocuparon la zona por lo que Ward tuvo que abandonar la hacienda y mudarse a Tacna vendiendola eventualmente a Lévano.
Fue elegido senador por el departamento de Tacna en el congreso reunido en Arequipa en 1883 por el presidente Lizardo Montero luego de la derrota peruana en la guerra con Chile. Luego, con la reinstauración de la democracia en el gobierno de Andrés Avelino Cáceres en 1886, regresó a la Cámara de Senadores representando nuevamente al departamento de Tacna. Se mantuvo en la cámara de senadores durante 23 años hasta 1912 con la sola excepción de 1894 y 1907. Muchos de esos periodos los compartió con su hijo Juan Federico Ward quien también fue elegido varias veces como senador por Tacna. 
1890 fundó el períódico pro-peruano El Morro de Arica que circulaba en la ciudad de Arica que, en aquellos años, se encontraba ocupada por Chile y esperando la realización del plesbiscito establecido en el Tratado de Ancón para que se defina o su retorno al Perú o su incorporación a Chile. Este periódico fue reconocido como uno de los principales medios peruanistas en medio de la Cuestión de Tacna y Arica y el proceso de chilenización de esa ciudad.
Entre septiembre de 1901 y agosto de 1902, durante el gobierno de Eduardo López de Romaña, Ward formó parte del gabinete de Cesáreo Chacaltana Reyes como Ministro de Economía. Falleció en la ciudad de Lima en 1919.